# 日本西洋史学会
日本西洋史学会（にほんせいようしがっかい、英語: The Japanese Society Of Western History）は、日本の学術研究団体の一つである。

## 沿革
1948年4月1日に設立。学術研究団体としての種別は単独学会。
西洋史学専門の学術雑誌『西洋史学』の編集、発刊を目的に設立された。編集部は当初京都大学の西洋史学研究室に置かれ、その後1972年に大阪大学の西洋史学研究室に移行した。編集委員は主に近畿圏の諸大学に在籍する西洋史学教員であるが、全国の西洋史学研究者の研究成果を国内外に向け広く発信している。
国内においては日本歴史学協会に加入している。

## 組織・活動内容
日本における西洋史学研究の進展のために活動を続けている。

## 刊行物

### 西洋史学
- 誌名（和文）：西洋史学
- 誌名（欧文）：The Studies in Western History
- 創刊年：1948
- 資料種別：ジャーナル（査読付き論文を含む）
- 使用言語：日本語（英文抄録あり）
- 発行形態：印刷体
- 著作権帰属先：原則として著者に帰属。但し、バックナンバーのリポジトリ化に向け、学会への委譲を依頼。
- クリエイティブコモンズ：定めていない
- 購読：有料